# Gesetzesmaterialien
Gesetzesmaterialien sind eine systematische Sammlung von Dokumenten, die ein Gesetzgebungsverfahren in einer gesetzgebenden Körperschaft und damit die Entstehungsgeschichte eines Gesetzes dokumentieren.
Gesetzesmaterialien werden insbesondere zu später verkündeten Gesetzen veröffentlicht, aber auch zu nicht verabschiedeten Gesetzen dokumentiert.
Neben im bundesdeutschen Dokumentations- und Informationssystem für Parlamentsmaterialien (DIP) öffentlich zugänglichen Materialien wie den Gesetzentwürfen gibt es auch nicht zur Veröffentlichung bestimmte Dokumente wie Ausschussprotokolle und sonstige Materialien der Ausschüsse, Stellungnahmen von Sachverständigen, Formulierungshilfen, Gutachten, Eingaben von Verbänden und vergleichbare Unterlagen.
Die deutschen Landtage unterhalten dem DIP vergleichbare Informationsportale.
Während des Gesetzgebungsprozesses sind die Gesetzesmaterialien Grundlage für die innerparlamentarische Information und Beratung. Nach der Verkündung können sie die Einhaltung des Gesetzgebungsverfahrens dokumentieren, etwa zur Prüfung der Gesetzgebungskompetenz bei einer Normenkontrolle. Sie werden ebenfalls zur historischen Auslegung des betreffenden Gesetzes sowie zur rechts- oder politikwissenschaftlichen, aber auch historischen Forschung herangezogen. 
In Österreich gibt es das Rechtsinformationssystem der Republik Österreich (RIS). 
In der Schweiz gehören die Gesetzesmaterialien zu den amtlichen Dokumenten gemäß Art. 5 des Öffentlichkeitsgesetzes und sind jeder Person zugänglich zu machen.